# Шульц, Доминик
Доминик Шульц (1797—1860) — польский историк и педагог.

## Биография
По окончании Минской гимназии, в 1815 году поступил в Виленский университет, где слушал лекции по истории и литературе. Получив здесь степень кандидата философии, был назначен преподавателем польского языка в Виленскую гимназию, а в 1823 году — в Белостокскую, учителем красноречия и логики.
Затем в течение пяти лет (1835—1840 гг.) состоял преподавателем Люблинской гимназии, затем перешёл в Варшаву, где и оставался до самой смерти.

Согласно РБС:

Как преподаватель, Шульц был очень любим своими учениками и обладал талантом хорошего педагога, умевшего всегда заинтересовать учащихся своим предметом.
В области литературы и науки стал известен как автор критических статей и исторических исследований на польском языке. Задачи своих ученых трудов ставил всегда широко и при решении их придерживался строго научных приемов.
Одним из вопросов, наиболее его интересовавших, был вопрос о славянских поселениях на правом берегу Вислы, причем Шульц старался доказать, что немецкие поселения в этой местности возникли только с появлением крестоносцев и что сами пруссы  — народ славянского происхождения.

## Труды
Большинство исторических сочинений и философских статей Шульца печатались предварительно в разных периодических изданиях («Przeglad naukowy» 1845—1846 г., «Rozwoj zasad umyslu polskiego w pismiennictwie» и др.). Из печатных трудов его, вышедших отдельно, известны следующие:
1. «Grammatyka pierwiastkowa jezyka lacinskiego». (Wilno, 1821),
2. «Grammatyka jezyka lacinskiego przez p. Broedera tlomaczenie z lacinskiego» (ib. 1829),
3. «O znaczeniu Pruss dawnych» (Warszawa 1846),
4. «O Tarnowie Mazowieckim» (ib. 1843),
5. «O Pomorzu Zaodrzanskiem» (ib. 1850),
6. «O zrodle wiedzy tegoczesnej» (ib. 1851),
7. «Zycie Micolaja Kopernika» (ib. 1855),
8. «Pisma rozmaite» (ib. 1854) и «Stanowisko historyi polskiej» (ib. 1862 г., посмертное издание).